# Lista de condados dos Estados Unidos por população
Esta é uma lista dos cem condados mais populosos dos Estados Unidos e o Distrito de Columbia, em ordem decrescente. Os números são do censo nacional realizado em 2010 e 2020 pelo Departamento do Censo dos Estados Unidos (USCB). 
| Posição | Condado              | Estado               | Área      | Área      | População  | População  | Crescimento 2010-2020 | Crescimento 2010-2020 | Sede do Condado            |
| Posição | Condado              | Estado               | km2       | mi2       | Censo 2010 | Censo 2020 | absoluto              | %                     | Sede do Condado            |
| ------- | -------------------- | -------------------- | --------- | --------- | ---------- | ---------- | --------------------- | --------------------- | -------------------------- |
| 1       | Los Angeles          | Califórnia           | 10,509.87 | 4,057.88  | 9,818,605  | 10,014,009 | 195,404               | 2.0                   | Los Angeles                |
| 2       | Cook                 | Illinois             | 2,448.38  | 945.33    | 5,194,675  | 5,275,541  | 80,866                | 1.6                   | Chicago                    |
| 3       | Harris               | Texas                | 4,411.99  | 1,703.48  | 4,092,459  | 4,731,145  | 638,686               | 15.6                  | Houston                    |
| 4       | Maricopa             | Arizona              | 23,828.26 | 9,200.14  | 3,817,117  | 4,420,568  | 603,451               | 15.8                  | Phoenix                    |
| 5       | San Diego            | Califórnia           | 10,895.12 | 4,206.63  | 3,095,313  | 3,298,634  | 203,321               | 6.6                   | San Diego                  |
| 6       | Orange               | Califórnia           | 2,047.56  | 790.57    | 3,010,232  | 3,186,989  | 176,757               | 5.9                   | Santa Ana                  |
| 7       | Kings                | Nova Iorque          | 183.41    | 70.82     | 2,504,700  | 2,736,074  | 231,374               | 9.2                   | Brooklyn                   |
| 8       | Miami-Dade           | Flórida              | 4,915.06  | 1,897.72  | 2,496,435  | 2,701,767  | 205,332               | 8.2                   | Miami                      |
| 9       | Dallas               | Texas                | 2,256.60  | 871.28    | 2,368,139  | 2,613,539  | 245,400               | 10.4                  | Dallas                     |
| 10      | Riverside            | Califórnia           | 18,664.70 | 7,206.48  | 2,189,641  | 2,418,185  | 228,544               | 10.4                  | Riverside                  |
| 11      | Queens               | Nova Iorque          | 281.10    | 108.53    | 2,230,722  | 2,405,464  | 174,742               | 7.8                   | Queens                     |
| 12      | King                 | Washington           | 5,479.29  | 2,115.57  | 1,931,249  | 2,269,675  | 338,426               | 17.5                  | Seattle                    |
| 13      | Clark                | Nevada               | 20,438.71 | 7,891.43  | 1,951,269  | 2,265,461  | 314,192               | 16.1                  | Las Vegas                  |
| 14      | San Bernardino       | Califórnia           | 51,947.23 | 20,056.94 | 2,035,210  | 2,181,654  | 146,444               | 7.2                   | San Bernardino             |
| 15      | Tarrant              | Texas                | 2,236.74  | 863.61    | 1,809,034  | 2,110,640  | 301,606               | 16.7                  | Fort Worth                 |
| 16      | Bexar                | Texas                | 3,211.12  | 1,239.82  | 1,714,773  | 2,009,324  | 294,551               | 17.2                  | San Antonio                |
| 17      | Broward              | Flórida              | 3,133.33  | 1,209.79  | 1,748,066  | 1,944,375  | 196,309               | 11.2                  | Fort Lauderdale            |
| 18      | Santa Clara          | Califórnia           | 3,341.34  | 1,290.10  | 1,781,642  | 1,936,259  | 154,617               | 8.7                   | San Jose                   |
| 19      | Wayne                | Michigan             | 1,585.28  | 612.08    | 1,820,584  | 1,793,561  | -27,023               | -1.5                  | Detroit                    |
| 20      | Nova Iorque          | Nova Iorque          | 59.13     | 22.83     | 1,585,873  | 1,694,251  | 108,378               | 6.8                   | Manhattan                  |
| 21      | Alameda              | Califórnia           | 1,914.05  | 739.02    | 1,510,271  | 1,682,353  | 172,082               | 11.4                  | Oakland                    |
| 22      | Middlesex            | Massachusetts        | 2,118.14  | 817.82    | 1,503,085  | 1,632,002  | 128,917               | 8.6                   | Lowell e Cambridge         |
| 23      | Filadélfia           | Pensilvânia          | 347.32    | 134.10    | 1,526,006  | 1,603,797  | 77,791                | 5.1                   | Filadélfia                 |
| 24      | Sacramento           | Califórnia           | 2,498.42  | 964.64    | 1,418,788  | 1,585,055  | 166,267               | 11.7                  | Sacramento                 |
| 25      | Suffolk              | Nova Iorque          | 2,362.20  | 912.05    | 1,493,350  | 1,525,920  | 32,570                | 2.2                   | Riverhead                  |
| 26      | Palm Beach           | Flórida              | 5,100.00  | 1,970.00  | 1,320,134  | 1,492,191  | 172,057               | 13.0                  | West Palm Beach            |
| 27      | Bronx                | Nova Iorque          | 109.03    | 42.10     | 1,385,108  | 1,472,654  | 87,546                | 6.3                   | Bronx                      |
| 28      | Hillsborough         | Flórida              | 2,642.34  | 1,020.21  | 1,229,226  | 1,459,762  | 230,536               | 18.8                  | Tampa                      |
| 29      | Orange               | Flórida              | 2,339.87  | 903.43    | 1,145,956  | 1,429,908  | 283,952               | 24.8                  | Orlando                    |
| 30      | Nassau               | Nova Iorque          | 737.41    | 284.72    | 1,339,532  | 1,395,774  | 56,242                | 4.2                   | Mineola                    |
| 31      | Franklin             | Ohio                 | 1,378.36  | 532.19    | 1,163,414  | 1,323,807  | 160,393               | 13.8                  | Columbus                   |
| 32      | Travis               | Texas                | 2,564.61  | 990.20    | 1,024,266  | 1,290,188  | 265,922               | 26.0                  | Austin                     |
| 33      | Hennepin             | Minnesota            | 1,433.79  | 553.59    | 1,152,425  | 1,281,565  | 129,140               | 11.2                  | Minneapolis                |
| 34      | Oakland              | Michigan             | 2,247.24  | 867.66    | 1,202,362  | 1,274,395  | 72,033                | 6.0                   | Pontiac                    |
| 35      | Cuyahoga             | Ohio                 | 1,184.12  | 457.19    | 1,280,122  | 1,264,817  | -15,305               | -1.2                  | Cleveland                  |
| 36      | Allegheny            | Pensilvânia          | 1,890.88  | 730.07    | 1,223,348  | 1,250,578  | 27,230                | 2.2                   | Pittsburgh                 |
| 37      | Salt Lake            | Utah                 | 1,922.50  | 742.28    | 1,029,655  | 1,185,238  | 155,583               | 15.1                  | Salt Lake City             |
| 38      | Contra Costa         | Califórnia           | 1,854.27  | 715.94    | 1,049,025  | 1,165,927  | 116,902               | 11.1                  | Martinez                   |
| 39      | Fairfax              | Virgínia             | 1,012.60  | 390.97    | 1,081,726  | 1,150,309  | 68,583                | 6.3                   | Fairfax                    |
| 40      | Wake                 | Carolina do Norte    | 2,163.21  | 835.22    | 900,993    | 1,129,410  | 228,417               | 25.4                  | Raleigh                    |
| 41      | Mecklenburg          | Carolina do Norte    | 1,356.75  | 523.84    | 919,628    | 1,115,482  | 195,854               | 21.3                  | Charlotte                  |
| 42      | Fulton               | Geórgia              | 1,363.98  | 526.63    | 920,581    | 1,066,710  | 146,129               | 15.9                  | Atlanta                    |
| 43      | Collin               | Texas                | 2,178.76  | 841.22    | 782,341    | 1,064,465  | 282,124               | 36.1                  | McKinney                   |
| 44      | Montgomery           | Maryland             | 1,272.34  | 491.25    | 971,777    | 1,062,061  | 90,284                | 9.3                   | Rockville                  |
| 45      | Pima                 | Arizona              | 23,794.31 | 9,187.04  | 980,263    | 1,043,433  | 63,170                | 6.4                   | Tucson                     |
| 46      | Honolulu             | Havaí                | 1,555.92  | 600.74    | 953,207    | 1,016,508  | 63,301                | 6.6                   | Honolulu                   |
| 47      | Fresno               | Califórnia           | 15,431.13 | 5,957.99  | 930,450    | 1,008,654  | 78,204                | 8.4                   | Fresno                     |
| 48      | Westchester          | Nova Iorque          | 1,114.98  | 430.50    | 949,113    | 1,004,457  | 55,344                | 5.8                   | White Plains               |
| 49      | St. Louis            | Missouri             | 1,315.20  | 507.80    | 998,954    | 1,004,125  | 5,171                 | 0.5                   | Clayton                    |
| 50      | Duval                | Flórida              | 1,974.07  | 762.19    | 864,263    | 995,567    | 131,304               | 15.2                  | Jacksonville               |
| 51      | Marion               | Indiana              | 1,026.41  | 396.30    | 903,393    | 977,203    | 73,810                | 8.2                   | Indianápolis               |
| 52      | Prince George's      | Maryland             | 1,250.16  | 482.69    | 863,420    | 967,201    | 103,781               | 10.7                  | Upper Marlboro             |
| 53      | Pinellas             | Flórida              | 709.14    | 273.80    | 916,542    | 959,107    | 42,565                | 4.6                   | Clearwater                 |
| 54      | Fairfield            | Connecticut          | 1,618.46  | 624.89    | 916,829    | 957,419    | 40,590                | 4.4                   | ─                          |
| 55      | Gwinnett             | Geórgia              | 1,114.69  | 430.38    | 805,321    | 957,062    | 151,741               | 18.8                  | Lawrenceville              |
| 56      | Bergen               | Nova Jérsei          | 603.49    | 233.01    | 905,116    | 955,732    | 50,616                | 5.6                   | Hackensack                 |
| 57      | Erie                 | Nova Iorque          | 2,700.56  | 1,042.69  | 919,040    | 954,236    | 35,196                | 3.8                   | Buffalo                    |
| 58      | Milwaukee            | Wisconsin            | 625.23    | 241.40    | 947,735    | 939,489    | -8,246                | -0.9                  | Milwaukee                  |
| 59      | DuPage               | Illinois             | 848.22    | 327.50    | 916,924    | 932,877    | 15,953                | 1.7                   | Wheaton                    |
| 60      | Shelby               | Tennessee            | 1,976.61  | 763.17    | 927,644    | 929,744    | 2,100                 | 0.2                   | Memphis                    |
| 61      | Pierce               | Washington           | 4,324.01  | 1,669.51  | 795,225    | 921,130    | 125,905               | 15.8                  | Tacoma                     |
| 62      | Kern                 | Califórnia           | 21,061.57 | 8,131.92  | 839,631    | 909,235    | 69,604                | 8.3                   | Bakersfield                |
| 63      | Denton               | Texas                | 2,275.13  | 878.43    | 662,614    | 906,422    | 243,808               | 36.8                  | Denton                     |
| 64      | Hartford             | Connecticut          | 1,903.89  | 735.10    | 894,014    | 899,498    | 5,484                 | 0.6                   | Hartford                   |
| 65      | Macomb               | Michigan             | 1,241.18  | 479.22    | 840,978    | 881,217    | 40,239                | 4.8                   | Mount Clemens              |
| 66      | São Francisco        | Califórnia           | 121.40    | 46.87     | 805,235    | 873,965    | 68,730                | 8.5                   | São Francisco              |
| 67      | Hidalgo              | Texas                | 4,068.52  | 1,570.87  | 774,769    | 870,781    | 96,012                | 12.4                  | Edinburg                   |
| 68      | El Paso              | Texas                | 2,622.86  | 1,012.69  | 800,647    | 865,657    | 65,010                | 8.1                   | El Paso                    |
| 69      | New Haven            | Connecticut          | 1,565.66  | 604.51    | 862,477    | 864,835    | 2,358                 | 0.3                   | ─                          |
| 70      | Essex                | Nova Jérsei          | 326.89    | 126.21    | 783,969    | 863,728    | 79,759                | 10.2                  | Newark                     |
| 71      | Middlesex            | Nova Jérsei          | 800.08    | 308.91    | 809,858    | 863,162    | 53,304                | 6.6                   | New Brunswick              |
| 72      | Worcester            | Massachusetts        | 3,912.88  | 1,510.77  | 798,552    | 862,111    | 63,559                | 8.0                   | Worcester                  |
| 73      | Montgomery           | Pensilvânia          | 1,251.07  | 483.04    | 799,874    | 856,553    | 56,679                | 7.1                   | Norristown                 |
| 74      | Baltimore            | Maryland             | 1,549.59  | 598.30    | 805,029    | 854,535    | 49,506                | 6.1                   | Towson                     |
| 75      | Ventura              | Califórnia           | 4,773.69  | 1,843.13  | 823,318    | 843,843    | 20,525                | 2.5                   | Ventura                    |
| 76      | Hamilton             | Ohio                 | 1,051.30  | 405.91    | 802,374    | 830,639    | 28,265                | 3.5                   | Cincinnati                 |
| 77      | Snohomish            | Washington           | 5,406.01  | 2,087.27  | 713,335    | 827,957    | 114,622               | 16.1                  | Everett                    |
| 78      | Fort Bend            | Texas                | 2,292     | 885       | 585,375    | 822,779    | 237,404               | 40.6                  | Richmond                   |
| 79      | Multnomah            | Oregon               | 1,117.05  | 431.30    | 735,334    | 815,428    | 80,094                | 10.9                  | Portland                   |
| 80      | Essex                | Massachusetts        | 1,275.73  | 492.56    | 743,159    | 809,829    | 66,670                | 9.0                   | Salem e Lawrence           |
| 81      | Suffolk              | Massachusetts        | 150.62    | 58.15     | 722,023    | 797,936    | 75,913                | 10.5                  | Boston                     |
| 82      | Oklahoma             | Oklahoma             | 1,835.83  | 708.82    | 718,633    | 796,292    | 77,659                | 10.8                  | Oklahoma City              |
| 83      | Jefferson            | Kentucky             | 985.27    | 380.42    | 741,096    | 782,969    | 41,873                | 5.7                   | Louisville                 |
| 84      | San Joaquin          | Califórnia           | 3,603.51  | 1,391.32  | 685,306    | 779,233    | 93,927                | 13.7                  | Stockton                   |
| 85      | Cobb                 | Geórgia              | 879.43    | 339.55    | 688,078    | 766,149    | 78,071                | 11.3                  | Marietta                   |
| 86      | San Mateo            | Califórnia           | 1,161.37  | 448.41    | 718,451    | 764,442    | 45,991                | 6.4                   | Redwood City               |
| 87      | DeKalb               | Geórgia              | 693.03    | 267.58    | 691,893    | 764,382    | 72,489                | 10.5                  | Decatur                    |
| 88      | Lee                  | Flórida              | 2,031.88  | 784.51    | 618,754    | 760,822    | 142,068               | 23.0                  | Fort Myers                 |
| 89      | Monroe               | Nova Iorque          | 1,702.15  | 657.21    | 744,344    | 759,443    | 15,099                | 2.0                   | Rochester                  |
| 90      | El Paso              | Colorado             | 5,508.39  | 2,126.80  | 622,263    | 730,395    | 108,132               | 17.4                  | Colorado Springs           |
| 91      | Norfolk              | Massachusetts        | 1,025.91  | 396.11    | 670,850    | 725,981    | 55,131                | 8.2                   | Dedham                     |
| 92      | Polk                 | Flórida              | 4,660     | 1,798     | 602,095    | 725,046    | 122,951               | 20.4                  | Bartow                     |
| 93      | Hudson               | Nova Jérsei          | 119.63    | 46.19     | 634,266    | 724,854    | 90,588                | 12.5                  | Jersey City                |
| 94      | Jackson              | Missouri             | 1,565.55  | 604.46    | 674,158    | 717,204    | 43,046                | 6.4                   | Independence e Kansas City |
| 95      | Davidson             | Tennessee            | 1,305.44  | 504.03    | 626,681    | 715,884    | 89,203                | 14.2                  | Nashville                  |
| 96      | Denver               | Colorado             | 401.36    | 154.97    | 600,158    | 715,522    | 115,364               | 19.2                  | Denver                     |
| 97      | Lake                 | Illinois             | 1,149.10  | 443.67    | 703,462    | 714,342    | 10,880                | 1.5                   | Waukegan                   |
| 98      | Will                 | Illinois             | 2,167.58  | 836.91    | 677,560    | 696,355    | 18,795                | 2.8                   | Joliet                     |
| 99      | Distrito de Colúmbia | Distrito de Colúmbia | 177.0     | 68.34     | 601,723    | 689,545    | 87,822                | 14.6                  | ─                          |
| 100     | Bernalillo           | Novo México          | 3,006.53  | 1,160.83  | 662,564    | 676,444    | 13,880                | 2.1                   | Albuquerque                |

## Condados com maior crescimento populacional
Lista baseada nos condados com população superior a 10 000 e inferior a 700 000, com maior crescimento percentual, segundo o censo de 2020.
| Posição | Condado    | Estado          | Censo 2010 | Censo 2020 | % Crescimento |
| ------- | ---------- | --------------- | ---------- | ---------- | ------------- |
| 1       | Williams   | Dakota do Norte | 22 399     | 37 589     | 67,8%         |
| 2       | Hays       | Texas           | 157 103    | 230 191    | 46,5%         |
| 3       | Wasatch    | Utah            | 23 525     | 34 091     | 44,9%         |
| 4       | Comal      | Texas           | 108 520    | 156 209    | 43,9%         |
| 5       | Kendall    | Texas           | 33 384     | 47 431     | 42,1%         |
| 6       | Sumter     | Flórida         | 93 420     | 132 420    | 41,7%         |
| 7       | Dallas     | Iowa            | 66 139     | 93 453     | 41,3%         |
| 8       | Osceola    | Flórida         | 268 685    | 375 751    | 39,8%         |
| 9       | Williamson | Texas           | 422 504    | 590 551    | 39,8%         |
| 10      | St. Johns  | Flórida         | 190 038    | 264 672    | 39,3%         |

## Condados menos populosos
Menos da metade dos 3.143 (47%) condados ou equivalentes do país ganharam população de 2010 a 2020, enquanto as populações de cerca de quatro quintos (⅘) das áreas metropolitanas cresceram durante o período. 
| Posição | Condado                  | Estado          | Censo 2000 | Censo 2010 | Censo 2020 | % Crescimento 2010-2020 |
| ------- | ------------------------ | --------------- | ---------- | ---------- | ---------- | ----------------------- |
| 1       | Condado de Loving        | Texas           | 67         | 82         | 64         | -22,0%                  |
| 2       | Condado de Kalawao       | Havaí           | 147        | 90         | 82         | -8,9%                   |
| 3       | Condado de King          | Texas           | 356        | 286        | 265        | -7,3%                   |
| 4       | Condado de Kenedy        | Texas           | 414        | 416        | 350        | -15,9%                  |
| 5       | Condado de McPherson     | Nebraska        | 533        | 539        | 399        | -26,0%                  |
| 6       | Condado de Blaine        | Nebraska        | 583        | 478        | 431        | -9,8%                   |
| 7       | Condado de Arthur        | Nebraska        | 444        | 460        | 434        | -5,7%                   |
| 8       | Condado de Petroleum     | Montana         | 493        | 494        | 496        | 0,4%                    |
| 9       | Condado de McMullen      | Texas           | 851        | 707        | 600        | -15,1%                  |
| 10      | Condado de Grant         | Nebraska        | 747        | 614        | 611        | -0,5%                   |
| 11      | Condado de Borden        | Texas           | 729        | 641        | 631        | -1,6%                   |
| 12      | Condado de Harding       | Novo México     | 810        | 695        | 657        | -5,5%                   |
| 13      | Condado de San Juan      | Colorado        | 558        | 699        | 705        | 0,9%                    |
| 14      | Condado de Slope         | Dakota do Norte | 767        | 727        | 706        | -2,9%                   |
| 15      | Condado de Esmeralda     | Nevada          | 971        | 783        | 729        | -6,9%                   |
| 16      | Condado de Terrell       | Texas           | 1 081      | 984        | 760        | -21,1%                  |
| 17      | Condado de Treasure      | Montana         | 861        | 718        | 762        | 6,1%                    |
| 18      | Condado de Hinsdale      | Colorado        | 790        | 843        | 788        | -6,5%                   |
| 19      | Condado de Clark         | Idaho           | 1 022      | 982        | 790        | -19,6%                  |
| 20      | Condado de Golden Valley | Montana         | 1 042      | 884        | 823        | -6,9%                   |
| 21      | Condado de Mineral       | Colorado        | 831        | 712        | 865        | 21,5%                   |
| 22      | Condado de Billings      | Dakota do Norte | 888        | 783        | 945        | 20,7%                   |
| 23      | Condado de Prairie       | Montana         | 1 199      | 1 179      | 1 088      | -7,7%                   |
| 24      | Condado de Garfield      | Montana         | 1 279      | 1 206      | 1 173      | -2,7%                   |
| 25      | Condado de Alpine        | Califórnia      | 1 208      | 1 175      | 1 204      | 2,5%                    |